# Arthrocnemum fruticosum
Arthrocnemum fruticosum — вид квіткових рослин родини амарантові (Amaranthaceae). Етимологія: лат. fruticosa — «чагарник».

## Опис
Багаторічна трав'яниста гермафродитна прямовисна рослина висотою 30–100 см. Дуже маленькі сидячі шкірясті листки. Маленькі квітки дводомні, але обидва жіночі квітки і чоловічі квітки знаходяться в одному суцвітті, озброєні шипами. Плід — сім'янка, що містить коричневе або сірувато-коричневе насіння. Насіння конічне з малими волосками.

## Середовище проживання
Батьківщина: Північна Африка: Алжир; Єгипет; Лівія; Марокко; Туніс. Азія: Саудівська Аравія; Кіпр; Єгипет — Синай; Ізраїль; Йорданія; Туреччина. Південна Європа: Албанія; Хорватія; Греція; Італія; Словенія; Франція; Португалія; Гібралтар; Іспанія [вкл. Канарські острови]. Населяє солоні землі з достатком вологи, прибережні солончаки, мулисті території.

## Галерея

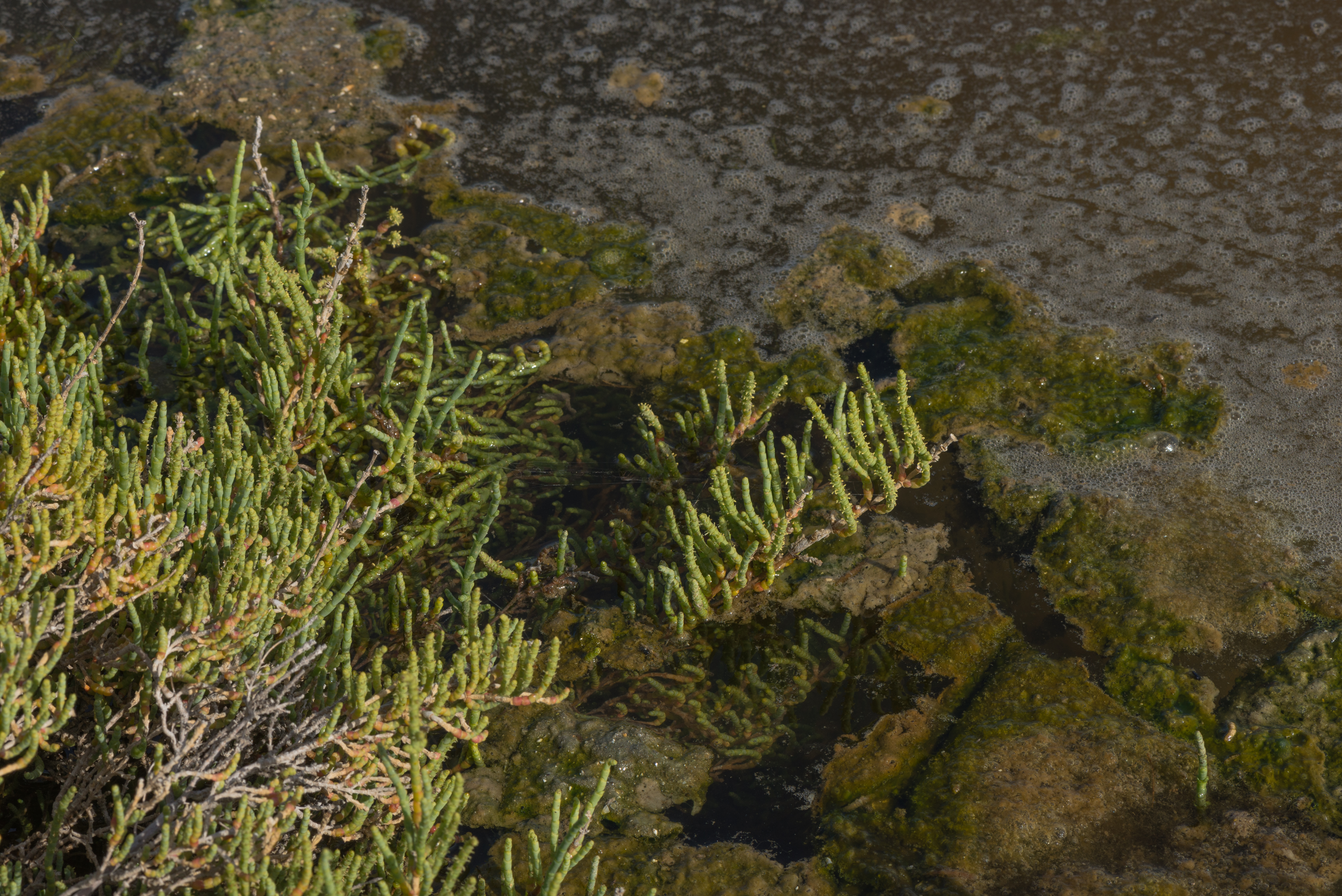
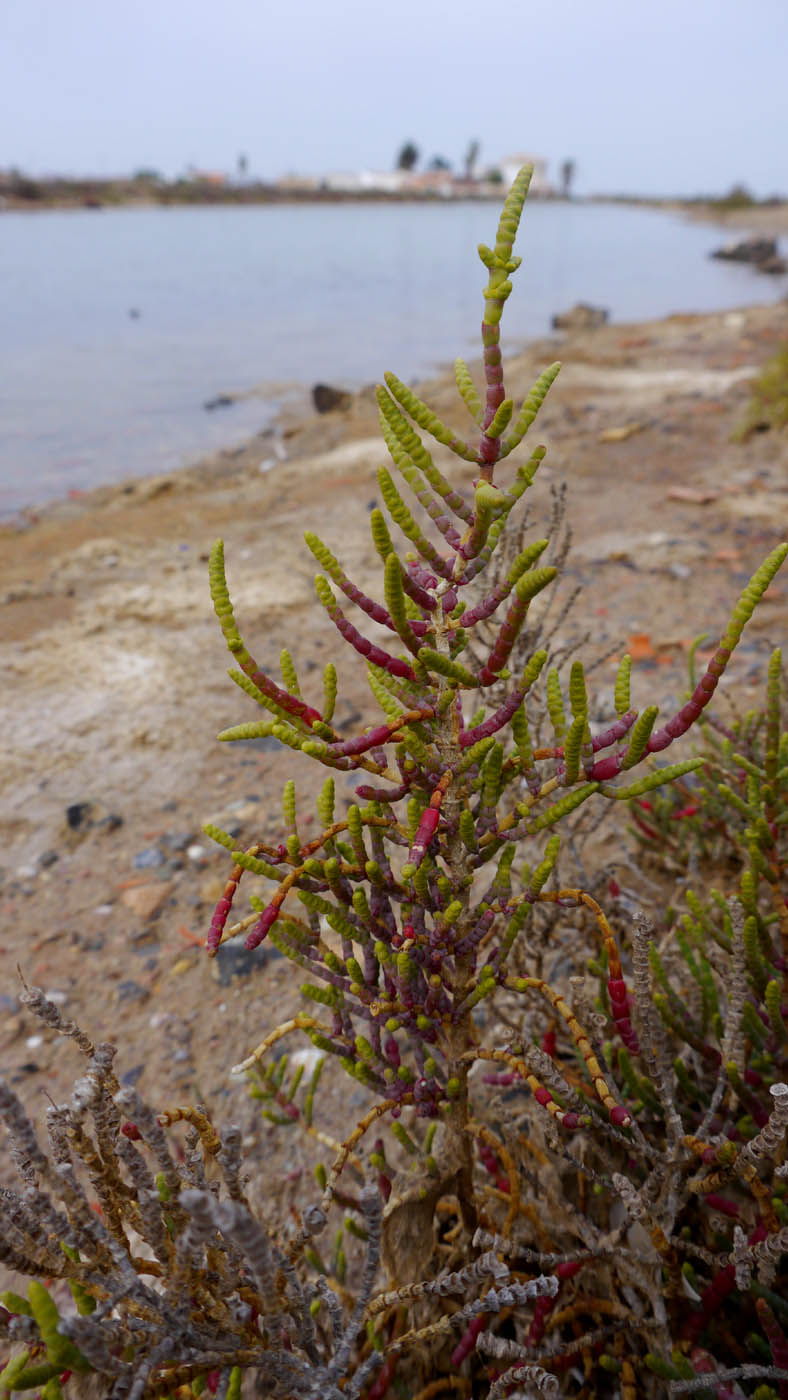
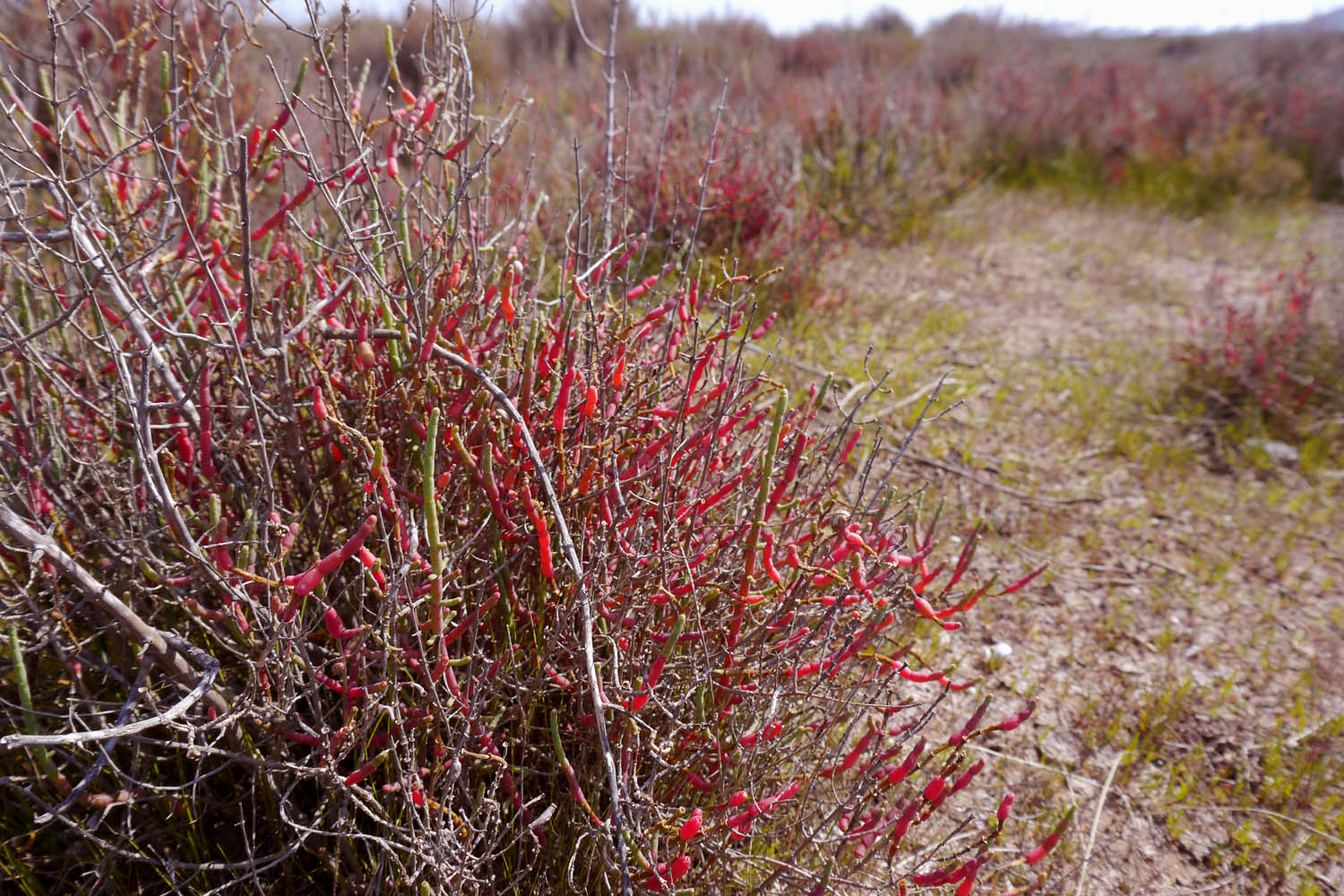

## Використання
Має високу живильну цінність; хороший корм для верблюдів. Містить до 17 % мінеральних солей. Золу після спалювання змішану з оливковою олією можна використовувати для миття і прання.